# Kokstad
Kokstad – miasto w Górach Smoczych w Republice Południowej Afryki, w prowincji KwaZulu-Natal, nazwane na cześć Adama Koka III.
W mieście żyje 51 540 ludzi (2011).